# Basilio Reale
Basilio Reale (Capo d'Orlando, 22 novembre 1934 – Milano, 6 febbraio 2011) è stato un poeta italiano.

## Biografia
Nell’arco della sua vita si è dedicato alla letteratura, alla poesia, e alla saggistica. Siciliano, nel 1953 si trasferisce a Milano per frequentarvi la Facoltà di Giurisprudenza. I suoi primi componimenti,  risalgono al ’50, anno della precoce morte del padre, ed alla frequentazione di  Lucio Piccolo (dal 1954) con il quale intrattiene da allora un’assidua corrispondenza. Proprio nel 1954, dopo l'uscita delle 9 liriche di Piccolo, Reale lo intervista per la prima volta, per la Gazzetta del Sud.
L’esordio poetico di Basilio Reale ha come cornice “pubblica” una manifestazione molto importante in quegli anni, “Gli incontri della gioventù”. Una giuria, presieduta  Giuseppe Ungaretti attribuisce ad una raccolta inedita di Reale il primo premio. Nel 1956 la silloge, su segnalazione di Elio Pagliarani, viene pubblicata dall’editore Schwarz (grande appassionato di letteratura e gallerista) con il titolo Forse il mare.  La collana di Schwarz, Dialoghi col Poeta, vede, tra le altre, poesie di Pagliarani, Alda Merini, Raffaello Carrieri. Nello stesso anno sollecita Montale a prefare i Canti barocchi e altre liriche di Lucio Piccolo, che uscirà per Mondadori. Di quegli anni sono importanti amicizie nel mondo letterario milanese: oltre a Pagliarani, Raffaele Crovi, Vincenzo Consolo, Emilio Isgrò.
Dal 1957 è redattore della rivista “La parrucca”, sulla quale scrivono giovani autori come Alberto Arbasino, Luciano Erba, Nanni Balestrini, ma anche Luciano Anceschi. Sulla stessa rivista fa pubblicare Un sacco di magnolie, il primo racconto di Vincenzo Consolo e alcune poesie di Emilio Isgrò. Nel 1958 si informa presso Mondadori, su invito di Lucio Piccolo, cugino di Giuseppe Tomasi di Lampedusa, sui motivi della mancata pubblicazione de Il Gattopardo.
Nel 1959 pubblica con l’editore Rebellato Le quotidiane abitudini, una raccolta dei componimenti scritti fra il 1955 ed il 1958. Nel 1960 giunge secondo al premio "Trebbo poetico San Donà di Piave" e l'anno successivo riceve una segnalazione per la pubblicazione della silloge La vita attiva al "Premio Milano. Interfacoltà dell'Università degli Studi", presieduto da Quasimodo. Frequenta Salvatore Quasimodo, Elio Vittorini, Eugenio Montale, Alfonso Gatto, Carlo Betocchi.
Il 1963 vede l’uscita de La vita attiva sul Il Menabò, storica rivista di Vittorini e Calvino. Nello stesso anno collabora alla terza pagina del Gazzettino di Venezia, si laurea e sposa Paola Grandi, conosciuta all’università. Nel 1965 gli viene assegnato il "Cervo d'oro" del premio Cervia, presieduto da Carlo Bo, per La vita attiva. Nel 1966 alcune sue poesie usciranno su "Paragone", rivista diretta da Anna Banti e Roberto Longhi.
In quegli anni svolge attività di lettore per Mondadori. In quella veste segnala il manoscritto del primo romanzo dell'amico Vincenzo Consolo, che sarà pubblicato con il titolo La ferita dell'aprile (il titolo è trattato da una poesia di Reale).
Nel 1968 esce per Arnoldo Mondadori Editore, all'interno della collana  Il Tornasole diretta da Niccolò Gallo e Vittorio Sereni, la raccolta di versi I ricambi, che rappresenta uno dei vertici della sua sperimentazione poetica, in cui esprime, con un linguaggio essenziale, ironico e disincantato la vita dell’uomo di città e le sue nevrosi. Vince nello stesso anno il premio "Alte Ceccato" (ex aequo con Giuliano Gramigna), che vede in giuria, tra gli altri, Giorgio Caproni e Andrea Zanzotto.
Si avvicina alla psicoanalisi junghiana. Frequenta a Zurigo l’Istituto Jung e, nel 1982, consegue il diploma di psicoanalista. Entra a far parte dell’International Association for Analytical Psychology e del Centro Italiano di Psicologia Analitica, diventa redattore della rivista “Pratica Analitica” e condirettore di “Immediati Dintorni”. Svolge attività di docente lavorando nello stesso tempo con pazienti privati. Un’attività che svolgerà fino agli ultimi anni della sua vita.
Nel 1982, dopo una breve ma fatale malattia, muore la moglie. L'elaborazione del lutto lo spinge a scrivere di getto diverse poesie, che confluiscono (dopo la pubblicazione sulla rivista Il belpaese (Camunia), diretta da Raffaele Crovi, con il titolo Aegritudo Amoris) nella raccolta L'esistenza amorosa (1989),  pubblicata per i tipi di All'insegna del pesce d'oro di Scheiwiller, con la prefazione di Natale Tedesco.
Nel 1986 aveva intanto pubblicato presso l’editore Sellerio il saggio Sirene siciliane, lettura in chiave psicoanalitica del racconto Lighea di Giuseppe Tomasi di Lampedusa (la  prefazione a Sirene Siciliane è di Vincenzo Consolo). Il libro sarà ripubblicato nel 2001 presso Moretti & Vitali. Il testo vince il premio "Torre del Lauro".
Nel 1996 esce la raccolta di poesie Travasare il miele (Scheiwiller, 1996), che vince nello stesso anno i premi "Cattafi" e "Mignosi" ed è finalista al premio "Viareggio". L'anno precedente alcune poesie di questa silloge vengono pubblicate, come anticipazione, in 75 esemplari nell'edizione per bibliofili Travasare il miele. Otto incisioni di Walter Valentini per otto poesie di Basilio Reale, Edizioni della Posterula, Urbino.
Negli anni successivi pubblica il saggio Le macchie di Leonardo. Analisi, immaginazione, racconto (Moretti & Vitali, 1998) e  l’antologia La balena di ghiaccio (Aragno editore, 2000), con poesie composte dal 1955 al 1999, che vede la postfazione di Emanuele Trevi. Quest’opera vince il premio "Metauro" ed è finalista al Premio Viareggio.
Nel 2020 esce, postuma, la breve raccolta Dove è verde l'ombra. Poesie inedite e sparse (1956-2000), per L’arcolaio, a cura di Diego Conticello.
La sua poesia è stata paragonata a quella di autori come Luciano Erba, Nelo Risi ed il suo conterraneo Bartolo Cattafi.
Per lungo tempo si è occupato anche di arti visive. Ha dato vita al Premio di pittura "Vita e paesaggio di Capo d'Orlando", che negli anni affiancò alla pittura figurativa la pittura astratta, ospitando autori come Dadamaino, Nespolo, Galliani, Isgrò, La Pietra, Marcheggiani, Plessi. Fu attivo nel campo dell'arte contemporanea, scrivendo per alcune riviste e diventando collezionista. In particolare, ha seguito il lavoro dell'amico Emilio Isgrò.
Tra i numerosi interessi coltivati da Basilio Reale, anche la cucina. Frutto della sua passione in questo ambito è il volume dedicato ai primi piatti: La cucina disattenta. I primi piatti della cucina siciliana fra tradizione e creatività spontanea (Scheiwiller, 2002), illustrato da Ercole Pignatelli.
Viveva a Milano.

## Opere
- Forse il mare, Schwarz, 1956
- Le quotidiane abitudini, Rebellato, 1959
- I ricambi, Arnoldo Mondadori Editore, 1968
- Sirene siciliane. L'anima esiliata in «Lighea» di Giuseppe Tomasi di Lampedusa, Sellerio, 1986 e Moretti & Vitali, 2001
- L'esistenza amorosa, All'insegna del pesce d'oro, 1989
- Travasare il miele. Otto incisioni di Walter Valentini per otto poesie di Basilio Reale, Edizioni della Posterula, 1995
- Travasare il miele, All'insegna del pesce d'oro, 1996
- Le macchie di Leonardo. Analisi immaginazione racconto, Moretti & Vitali, 1998 ISBN 9788871861012
- La balena di ghiaccio, Nino Aragno, 2000
- La cucina disattenta. I primi piatti della cucina siciliana fra tradizione e creatività spontanea, Libri Scheiwiller, 2002
- Dove è verde l'ombra. Poesie inedite e sparse (1956-2000), L’arcolaio, 2020